# Neuseeländische Badmintonmeisterschaft 1934
Die Neuseeländische Badmintonmeisterschaft 1934 fand in Wanganui statt. Es war die achte Austragung der Badmintonmeisterschaften von Neuseeland. 	

## Titelträger
| Disziplin    | Sieger                  |
| ------------ | ----------------------- |
| Herreneinzel | H. H. Fow               |
| Dameneinzel  | A. Ellett               |
| Herrendoppel | H. H. Fow R. T. Fear    |
| Damendoppel  | Phyllis Wren A. Ellett  |
| Mixed        | R. F. Hull Phyllis Wren |